# 直布罗陀自由党
直布罗陀自由党，直布罗陀政党，成立于1991年，原名直布罗陀民族党。现任领导人约瑟夫·加西亚。该党为自由党国际的成员。
在2003年直布罗陀大选中，该党与直布罗陀社会主义工党组成联盟，共同获得了39.7%的选票，获得了7个席位，其中2席为自由党成员。2007年大选中，该党仍与社会主义工党结盟，获得了3个席位。